# Doug Ingle
Doug Ingle (Omaha, 9 settembre 1946 – San Francisco, 24 maggio 2024) è stato un cantante e organista statunitense, membro fondatore degli Iron Butterfly.

## Biografia
Fu iniziato alla musica dal padre. Dopo essere stato organista in una chiesa, fondò gli Iron Butterfly nel 1966 e rimase nella formazione fino al 1971, quando il gruppo si sciolse per la prima volta. Ingle fu l'autore della canzone In-A-Gadda-Da-Vida, della durata di 17 minuti e 3 secondi, il cui titolo è una storpiatura di "In the garden of Eden".

## Discografia

### Con gli Iron Butterfly

#### Album in studio
- 1968 - Heavy
- 1968 - In-A-Gadda-Da-Vida
- 1969 - Ball
- 1970 - Metamorphosis

#### Live
- 1969 - Live

#### Raccolte
- 1971 - Evolution: The Best of Iron Butterfly
- 1973 - Star Collection